# Маријета (Минесота)
Маријета (енгл. Marietta) град је у америчкој савезној држави Минесота.

## Демографија
По попису из 2010. године број становника је 162, што је 12 (-6,9%) становника мање него 2000. године.
| Група             | 2000.        | 2010.       |
| Белци             | 174 (100,0%) | 160 (98,8%) |
| Афроамериканци    | 0 (0,0%)     | 0 (0,0%)    |
| Азијати           | 0 (0,0%)     | 0 (0,0%)    |
| Хиспаноамериканци | 0 (0,0%)     | 0 (0,0%)    |
| Укупно            | 174          | 162         |